# Hachimantai (Iwate)
Hachimantai (八幡平市, Hachimantai-shi) est une ville située dans la préfecture d'Iwate, au Japon.

## Géographie

### Situation
Hachimantai est située dans le nord-ouest de la préfecture d'Iwate, dans les monts Ōu.

### Municipalités limitrophes
| Kazuno  | Takko                 | Ninohe          |
| Kazuno  | Hachimantai           | Ichinohe, Iwate |
| Semboku | Takizawa, Shizukuishi | Morioka         |

### Démographie
En décembre 2019, la population de Hachimantai s'élevait à 25 276 habitants, répartis sur une superficie de 862,30 km2 (densité de population d'environ 29 hab./km2).

### Topographie
Le mont Hachimantai, qui donne son nom à la ville, se trouve dans l'ouest du territoire de la municipalité. Le mont Iwate se trouve au sud.

## Histoire
La ville moderne de Hachimantai naît le 1er septembre 2005 de la fusion des villes d'Ashiro et Nishine ainsi que du village de Matsuo, tous dans le district d'Iwate.

## Transports
Hachimanta est desservie par la ligne Hanawa de la compagnie JR East.

## Jumelage
Hachimanta est jumelée avec Altenmarkt im Pongau en Autriche.

## Personnalité liée à la ville
- Hideji Oda (né en 1962), mangaka